# جین کولیر
جین کولیر (انگلیسی: Jeanne Collier؛ زادهٔ ۱۵ مهٔ ۱۹۴۶) ورزشکار شیرجه اهل ایالات متحده آمریکا است.
وی در مسابقات کشوری و بین‌المللی در مجموع برندهٔ ۱ مدال نقره شده‌است.